# FIBA-Euroliga (női)
A FIBA-Euroliga (hivatalos nevén: FIBA EuroLeague Women)  női sorozata a legjelentősebb európai kupasorozat a női kosárlabdában, amelyen klubcsapatok vesznek részt. A versenyt minden évben az Európai Kosárlabda-szövetség írja ki.

## A torna története
A FIBA 1958 szeptemberében alapította meg a női klubcsapatok számára a legrangosabb európai kupasorozatot, az ugyanabban az évben nagy sikerrel kezdődő férfi Euroliga mintájára. Az első, 1958-1959-es kiírás végén a bolgár Szlavija Szofija lett a bajnok, amely a döntőben  64-40-ra és 44-34-re győzte le a szovjet Gyinamo Moszkvát. Az oda-visszavágós döntő rendszere egészen az 1975-1976-os szezon végéig maradt.
Az ezt követő években a sorozatot a szovjet TTT Riga csapata uralta, amely 1960 és 1977 között tizenkilenc döntőben szerepelt és ebből tizenhatot megnyert. A klub két rekordot is tart legtöbb, tizennyolc győzelmével és az egymást követő tizenkét győzelmével is. Az 1990-es években a verseny két fontos változáson ment keresztül. Az első volt a Final Four bevezetése 1992-ben; a második pedig a verseny újratervezése volt 1996-ban, amikor nevet uis változtatott a sorozat, és elnyerte jelenlegi formáját.
A Final Four formátumot 2011-ben, Jekatyerinburgban a nyolcasdöntő, azaz a Final Eight váltotta. Az első ilyen tornát Isztambul rendezte és a spanyol Ros Casares Valencia győzelmével ért véget, amely 65-52-re győzte le a döntőben a Rivas Ecópolis csapatát. 2014-ben Jekatyerinburg ismét rendező volt, a Final Eightet pedig ebben az évben rendezték meg utoljára.

### Magyar szereplés
Az MTK Budapest az 1962–63-as sorozatban végzett a negyedik helyen, míg az 1978–79-es szezonban a BSE végzett a második helyen, miután kikaptak a jugoszláv ŽKK Crvena zvezda csapatától 97–62-re a döntőben. A BSE még az 1981–82-es idényben tudott elérni egy negyedik helyezést. A Mizo Pécs 2010 Rátgéber László és Iványi Dalma vezérletével a 2000–2001-es szezonban a cseh Brno csapatát legyőzve lett harmadik. Az EuroLiga négyes döntőjét a Lauber Dezső Sportcsarnokban rendezték a 2003-2004-es idény végén, és a házigazda pécsiek a harmadik helyet szerezték meg, ugyancsak egy Brno elleni sikert követően. A 2004–2005-ös szezonban is sikerült bejutni a négyesdöntőbe, azonban ott két vereséget szenvedve negyedik lett a Mizo Pécs. A 2008–09-es szezonban a Euroleasing Sopron harcolta ki a négyesdöntőben való szereplést, azonban két vereséget szenvedve a negyedik helyen végeztek. Ebben a szezonban az orosz Szpartak Moszkva lett a bajnok, kispadján Rátgéber Lászlóval. 2018-ban a Sopron ezüstérmet szerzett a sorozatban, 2019-ben pedig 4. helyen végzett a magyar klub. Mindkét Euroliga-sorozat négyes döntőjét Sopronban rendezték meg a Novamotic Arénában.

## A torna hivatalos elnevezésének változásai
- FIBA Women's European Champions Cup: (1958–1996)
- EuroLeague Women: (1996–)

## Statisztika

### Győzelmek száma országonként
| #  | Ország        | Győzelem | Döntő |
| -- | ------------- | -------- | ----- |
| 1  | Szovjetunió   | 18       | 6     |
| 2  | Olaszország   | 11       | 5     |
| 3  | Oroszország   | 11       | 5     |
| 4  | Franciaország | 5        | 8     |
| 5  | Spanyolország | 4        | 7     |
| 6  | Bulgária      | 3        | 4     |
| 7  | Csehország    | 3        | 2     |
| 8  | Jugoszlávia   | 2        | 1     |
| 9  | Szlovákia     | 2        | 0     |
| 10 | Csehszlovákia | 1        | 9     |
| 11 | Németország   | 1        | 3     |
|    | Törökország   | 1        | 3     |

### Győzelmek száma klubonként
| Helyezés | Klub                      | Győzelmek száma | 2. hely |
| -------- | ------------------------- | --------------- | ------- |
| 1        | TTT Riga                  | 18              | 1       |
| 2        | Vicenza                   | 5               | 2       |
| 3        | UMMC Jekatyerinburg       | 5               | 1       |
| 4        | Szpartak Moszkva Region   | 4               | 1       |
| 5        | Ros Casares Valencia      | 3               | 4       |
| 6        | CJM Bourges Basket        | 3               | 1       |
| 7        | Pool Comense 1872         | 2               | 3       |
| 8        | Valenciennes Olympic      | 2               | 2       |
|          | Szlavija Szofija          | 2               | 2       |
| 10       | Ružomberok                | 2               | 0       |
| 11       | Sparta Praha              | 1               | 6       |
| 12       | Brno                      | 1               | 2       |
| 13       | Wuppertal Wings           | 1               | 1       |
|          | Crvena zvezda             | 1               | 1       |
|          | VBM-SGAU Szamara          | 1               | 1       |
|          | Avenida                   | 1               | 1       |
|          | Dinamo Kurszk             | 1               | 1       |
| 17       | Levszki Szofija           | 1               | 0       |
|          | FIAT                      | 1               | 0       |
|          | Unicar Cesena             | 1               | 0       |
|          | GS Trogylos Basket Priolo | 1               | 0       |
|          | Sesto San Giovanni        | 1               | 0       |
|          | Jedinstvo Tuzla           | 1               | 0       |
|          | Galatasaray               | 1               | 0       |
|          | USK Praha                 | 1               | 0       |

### A szezon legjobbjai
| Szezon  | Legtöbb pont      | PPG  | Legtöbb lepattanó    | RPG  | Legtöbb assziszt        | APG |
| ------- | ----------------- | ---- | -------------------- | ---- | ----------------------- | --- |
| 1991–92 | Razija Mujanović  | 27.3 | Razija Mujanović     | 9.1  | Corinne Benintendi      | 2.7 |
| 1992–93 | Yelena Khudashova | 24.8 | Katrina Johnson      | 11.6 | Corinne Benintendi      | 5.1 |
| 1993–94 | Razija Mujanović  | 20.4 | Katrina Johnson      | 12.7 | Corinne Benintendi      | 5.2 |
| 1994–95 | Clarissa Davis    | 30.5 | Yelena Baranova      | 9.9  | Teresa Weatherspoon     | 6.0 |
| 1995–96 | Clarissa Davis    | 25.9 | Venus Lacy           | 12.7 | Svetlana Antipova       | 6.6 |
| 1996–97 | Yolanda Griffith  | 24.7 | Yolanda Griffith     | 17.1 | Michele Timms           | 5.7 |
| 1997–98 | Jennifer Gillom   | 21.8 | Maria Stepanova      | 12.4 | Lyudmila Konovalova     | 5.9 |
| 1998–99 | Sandy Brondello   | 19.5 | Marlies Askamp       | 12.3 | Ana Belén Álvaro        | 4.8 |
| 1999–00 | Mila Nikolić      | 19.1 | Margo Dydek          | 10.6 | Aluma Goren             | 4.4 |
| 2000–01 | Ann Wauters       | 20.9 | Margo Dydek          | 10.7 | Iveta Bieliková         | 5.7 |
| 2001–02 | Albena Branzova   | 20.8 | Yolanda Griffith     | 11.5 | Ticha Penicheiro        | 5.3 |
| 2002–03 | Ana Joković       | 21.1 | Margo Dydek          | 10.4 | Audrey Sauret-Gillespie | 4.8 |
| 2003–04 | Gordana Grubin    | 20.5 | Maria Stepanova      | 12.2 | Kristi Willoughby       | 5.9 |
| 2004–05 | Katie Douglas     | 20.4 | Michelle Snow        | 13.6 | Iványi Dalma            | 6.9 |
| 2005–06 | Katie Douglas     | 20.8 | Rebekkah Brunson     | 11.3 | Caroline Aubert         | 6.1 |
| 2006–07 | Tina Thompson     | 21.1 | DeLisha Milton-Jones | 10.9 | Caroline Aubert         | 6.0 |
| 2007–08 | Lauren Jackson    | 23.6 | Nicole Ohlde         | 9.5  | Iványi Dalma            | 5.7 |
| 2008–09 | Diana Taurasi     | 20.5 | Laura Harper         | 12.0 | Iványi Dalma            | 7.5 |
| 2009–10 | Diana Taurasi     | 24.9 | Candice Dupree       | 11.0 | Anđa Jelavić            | 6.7 |
| 2010–11 | Penny Taylor      | 19.2 | Cheryl Ford          | 14.2 | Iványi Dalma            | 5.4 |
| 2011–12 | Diana Taurasi     | 20.9 | Cheryl Ford          | 11.9 | Sharnee Zoll-Norman     | 6.6 |
| 2012–13 | Tina Charles      | 24.0 | Tina Charles         | 12.5 | Laia Palau              | 6.4 |
| 2013–14 | Jantel Lavender   | 20.3 | Luca Ivanković       | 11.1 | Laia Palau              | 6.8 |
| 2014–15 | Nneka Ogwumike    | 19.5 | Candace Parker       | 11.0 | Laia Palau              | 7.1 |
| 2015–16 | Diana Taurasi     | 20.9 | Crystal Langhorne    | 10.8 | Laia Palau              | 7.1 |
| 2016–17 | Yvonne Turner     | 18.8 | Nneka Ogwumike       | 10.2 | Laia Palau              | 7.8 |
| 2017–18 | Kayla McBride     | 18.7 | Jantel Lavender      | 8.6  | Courtney Vandersloot    | 9.0 |
| 2018–19 | Breanna Stewart   | 21.0 | Brionna Jones        | 10.9 | Amel Bouderra           | 6.9 |